# Cytaea nigriventris
Cytaea nigriventris là một loài nhện trong họ Salticidae.
Loài này thuộc chi Cytaea. Cytaea nigriventris được Eugen von Keyserling miêu tả năm 1881.